# Transgender Network Switzerland
Transgender Network Switzerland (TGNS) ist eine 2010 gegründete Schweizer Organisation von und für Transgender. Der Verein hat seinen Sitz in Zürich, ist in der Schweiz landesweit tätig und nach eigenen Angaben international vernetzt.

## Geschichte und Anliegen
Der Verein vertritt die Interessen von Transgender in der Schweiz, setzt sich für deren soziale Anerkennung und rechtliche Gleichstellung ein und vernetzt sowohl einzelne Betroffene wie auch lokale Gruppierungen und Organisationen. 
Es ist die erste solche schweizweite Dachorganisation. 
Die Organisation gilt in der Schweiz inzwischen auch auf politischer Ebene als Fachstelle für Trans-Themen. Sie ist Mitglied von Transgender Europe (TGEU).

## Inhalte und Projekte
Wichtigstes Vereinsziel ist die politische Arbeit zum Beenden der Diskriminierung von Transgendern, das Aufklären der Öffentlichkeit mittels Fachwissen und Erfahrung, auch in Zusammenarbeit mit anderen LGBT-Organisationen. Die Kernaufgabe des Vereins ist die Information von Transgendern und ihre Unterstützung in ihrem Umfeld. So wurde eine Jugend- wie auch eine Angehörigengruppe gegründet, ausserdem bietet der Verein eine Rechtsberatung und auch Elternberatung an.
2012 initiierte TGNS die Fachstelle für Transgender und Partner in den Gesundheitszentren Checkpoint Waadt und Zürich.
Die Gesellschaft tritt an Fachtagungen und in der Öffentlichkeit auf, zum Beispiel an der Fachtagung Transmenschen 2012, am Internationalen Tag gegen Homophobie und Transphobie (IDAHOT) 2014 in Bern und am Zurich Pride Festival.
Am 7. und 8. September 2013 veranstaltete TGNS in Bern die erste Schweizer Transtagung, an der 130 Personen teilnahmen. Unter dem Motto «ich bin ich – je suis moi» fand am 2. und 3. September 2017 in Sursee die fünfte Schweizer Transtagung statt. Sie wurde von Nationalrat Karl Voger (CVP) eröffnet und bestand aus 30 Workshops.
Im Jahr 2014/2015 führte TGNS eine Umfrage unter Transpersonen bzw. unter Arbeitgebenden zum Thema Trans* in der Arbeitswelt durch. Die Ergebnisse der Umfrage flossen in eine Studie ein, die nun unter dem Namen «Trans-Fair» als Projekt des Schweizerischen Büros für die Gleichstellung von Frau und Mann (EBG) über drei Jahre weitergeführt wird. Ziel ist es, das Arbeitsumfeld für die Thematik zu sensibilisieren und Transpersonen wie auch Arbeitgebenden Informationen für ein gelingendes Coming-out am Arbeitsplatz zu geben.
Am 7. März 2018 lancierte TGNS die schweizweite Aktion «trans welcome»  in Bern.

## Auszeichnungen
Im Oktober 2014 erhielt die Rechtsberatung von TGNS, welche vom Jurist und früheren Co-Präsidenten Alecs Recher aufgebaut wurde, den Gleichstellungspreis der Stadt Zürich 2014.